# Friedrich Fliedner
Friedrich Ernst Fliedner (* 12. April 1883 in Barmen; † 5. August 1953 in Bielefeld-Gadderbaum) war ein deutscher Historiker, Schulbuchverfasser und langjähriger Direktor des Evangelisch Stiftischen Gymnasiums Gütersloh.

## Leben
Friedrich Fliedner war der Sohn des Pastors und Schuldirektor August Hermann Fliedner (1854–1942) und Wilhelmine Letschert (1861–1938). Sein Großvater war der Pastor Theodor Fliedner (1800–1864), Gründer der Kaiserswerther Diakonie. Friedrich besuchte das Lessing-Gymnasium in Berlin-Wedding und legte 1902 dort das Abitur ab. Anschließend studierte er Theologie, Germanistik und Geschichte, zunächst in Basel und später in Berlin. Prägend war für ihn der Berliner Historiker Dietrich Schäfer, 1906 promovierte Fliedner. Er leistete 1907 als Einjährig-Freiwilliger in der Preußischen Armee seine Wehrpflicht ab.
1910 wurde Fliedner als Oberlehrer in Charlottenburg bei Berlin eingestellt. Im selben Jahr heiratete er in Kassel Sophie Faulhaber (1889–1959). Er wurde zu Beginn des Ersten Weltkriegs sofort eingezogen und gleich in Frankreich schwer verwundet. Da er dadurch felddienstunfähig geworden war, trat er eine Stelle als Oberlehrer im Arndt-Gymnasium in Berlin-Dahlem an. Im September 1922 wurde Fliedner für den verstorbenen Direktor Reinhold Nebert (1866–1921) als Direktor im Evangelisch Stiftischen Gymnasiums Gütersloh (ESG) bestellt. 
Als Deutschnationaler lehnte er das „Versailler Diktat“ vehement ab und hasste Juden und den Kommunismus. In der Zeit des Nationalsozialismus wurde Fliedner Vorsitzender der Deutschen Christen in Gütersloh. Am 10. Juni 1937 beantragte er die Aufnahme in die NSDAP und wurde rückwirkend zum 1. Mai desselben Jahres aufgenommen (Mitgliedsnummer 5.136.832). Ab 1938 veröffentlichte er mehrere Geschichtsbücher, in denen die Historie nationalsozialistisch interpretiert wurde. Wegen seiner Lehrbücher und seiner gezeigten Feindschaft gegenüber der Bekennenden Kirche legte ihm das Schulkuratorium nach der Entnazifizierung den Rücktritt nahe, worauf er den Lebensunterhalt bis zu seiner Vollpensionierung 1948 mit Privatstunden finanzierte. Er starb 1953 nach schwerer Krankheit in Bethel. Er hinterließ seine Frau und fünf Kinder.

## Schriften
- Festschrift zur Feier des 75jährigen Bestehens des Evangelisch-Stiftischen Gymnasiums zu Gütersloh und der Grundsteinlegung zum Gymnasialneubau am 16., 17. und 18. August 1926. Verlag F. Tigges, Gütersloh 1926.
- Führer und Völker. Geschichtsbuch für Höhere Schulen. Achte Klasse. Verlag Velhagen & Klasing, Bielefeld und Leipzig 1938.